# مقاطعة شيموكيتا، آوموري

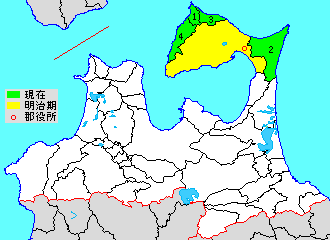
المناطق الملونة في المقاطعة
1. كاواوتشي (الآن جزء من موتسو شي)
2. أوهاتا (أصبح الآن جزءًا من موتسو-شي)
3. أوما
4. هيغاشيدوري
5. كازاماورا
6. ساي
7. واكينوزاوا (أصبح الآن جزءاً من موتسو شي)

مقاطعة شيموكيتا (باليايانية: 郡 北 郡، شيموكيتا-غن) مقاطعة تقع في محافظة آوموري، اليابان. تحتل الجزء الأكبر من الطرف الشمالي لشبه جزيرة شيموكيتا باستثناء مدينة موتسو وبها أقصى نقطة في شمال جزيرة هونشو. كما أنها موطن لقرود الماكاك الياباني، مما يجعلها الموائل الطبيعية في أقصى الشمال للقرود في أي مكان في العالم.
اعتباراً من عام 2019، بلغ عدد سكان المقاطعة 14,546 نسمة بكثافة سكانية تبلغ 33.2 نسمة لكل كيلومتر مربع. تبلغ المساحة الكلية للمقاطعة 551,08 كيلومتر مربع.

## البلديات المجاورة
تتكون المقاطعة حالياً من مدينة واحدة وثلاث قرى. كانت مدينة موتسو في السابق جزءاً من المنطقة.
- أوما
- هيغاشيدوري
- كازاماورا
- ساي

## وسائل النقل

### السكة الحديدية
- محطة قطار شيموكيتا

### الطرق السريعة
- طريق اليابان الوطني رقم 338
- طريق اليابان الوطني رقم 279

## تاريخ المقاطعة
كانت شيموكيتا جزءاً من مقاطعة كيتا القديمة (北郡 كيتا-غن)، التي أنشأتها عائلة فوجيوارا الشمالية. خلال فترة إيدو، كانت المنطقة جزءاً من مقاطعة موريوكا هان الإقطاعية المملوكة لعشيرة نامبو، مع وقوع الدايكانشو (مقر الحاكم) في تانابو (حالياً جزء من مدينة موتسو).
انحازت عشيرة نامبو إلى إويتسو ريبان دومي (تحالف المقاطعات) خلال حرب بوشين ضد استعراش ميجي وقد عاقبتها حكومة ميجي الجديدة بسلبها أراضيها الشمالية. في نوفمبر 1869، أصبحت كيتا-غن ومقاطعة سانوهي المجاورة جزءاً من مقاطعة تونامي التي أُنشئت حديثاً (斗南藩 تونامي-هان)، عبارة عن 30 ألف كوكو تم إنشاؤها لإعادة توطين عشيرة ماتسودايرا المطرودة من أيزواكاماتسو. في يوليو 1871، مع إلغاء نظام هان، تحولت مقاطعة تونامي إلى محافظة تونامي، ثم دُمجت في محافظة آوموري التي أُنشئت حديثاً في سبتمبر 1871.
خلال فترة ميجي المبكرة من إعادة التنظيم الإداري لليابان في 22 يوليو 1878، اُقتُطعت شيموكيتا وكاميكيتا من مقاطعة كيتا السابقة، وقُسمّت شيموكيتا إلى 33 قرية. وخلال الإصلاح المساحي في 1 أبريل 1889 ، خُفضّ عدد القرى من خلال عمليات التوحيد والدمج إلى تسع.
- في 1 يناير، 1899 تطورت قرية تانابو إلى بلدة.
- في 31 أكتوبر 1917، تطورت قرية كاواوتشي إلى بلدة.
- في 10 نوفمبر 1928، تطور ميناء أوميناتو التابع للبحرية الإمبراطورية اليابانية إلى بلدة.
- في 1 مايو 1934، تطورت قرية أوهاتا إلى مستوى بلدة.
- في 3 نوفمبر 1942، تطورت قرية أوما إلى بلدة.
- في 1 سبتمبر 1959، اندمجت بلدتا أوميناتو وتانابو لإنشاء مدينة أتوميناتو-تانابو، التي سميت موتسو لاحقاً.
- في 14 مارس 2005، انضمّت بلدتا كاواوتشي وأوهاتا وقرية واكينوساوا إلى مدينة موتسو.

| قبل-1889 | 1 أبريل، 1889   | 1889 - 1949                   | 1950–1989                               | 1950–1989                             | 1989–الآن                         | الآن       |
| --- | --------------- | ----------------------------- | --------------------------------------- | ------------------------------------- | --------------------------------- | ---------- |
| قرية أوما قرية أوكودو | قرية أوكودو     | 3 نوفمبر، 1942 بلدة أوما      | بلدة أوما                               | بلدة أوما                             | بلدة أوما                         | أوما       |
| قرية شيموفورو قرية إيكوكوما قرية هبيوراكاني | قرية كازاماورا  | قرية كازاماورا                | قرية كازاماورا                          | قرية كازاماورا                        | قرية كازاماورا                    | كازاماورا  |
| قرية ساي قرية تشوغو | قرية ساي        | قرية ساي                      | قرية ساي                                | قرية ساي                              | قرية ساي                          | ساي        |
| قرية تانابو قرية سكيني قرية أوكوناي قرية ناكانوساوا | قرية تانابو     | 1 يناير، 1901 بلدة تانابو     | September 1, 1959 مدينة أوميناتو-تانابو | 1 أغسطس، 1960 name change مدينة موتسو | مدينة موتسو                       | موتسو      |
| قرية أوميناتو قرية أوهيرا قرية جوغاساوا | قرية أوميناتو   | 10 نوفمبر، 1928 بلدة أوميناتو | September 1, 1959 مدينة أوميناتو-تانابو | 1 أغسطس، 1960 name change مدينة موتسو | مدينة موتسو                       | موتسو      |
| قرية كاواوتشي قرية هيكاوا قرية شوكوبي قرية كاكيزاكي | قرية كاواوتشي   | 31 أكتوبر، 1917 بلدة كاواوتشي | بلدة كاواوتشي                           | بلدة كاواوتشي                         | 14 مارس، 2005 دُمجّت مع مدينة موتسو | موتسو      |
| قرية أوهاتا قرية شوزوغاوا | قرية أوهاتا     | 1 مايو، 1934 بلدة أوهاتا      | بلدة أوهاتا                             | بلدة أوهاتا                           | 14 مارس، 2005 دُمجّت مع مدينة موتسو | موتسو      |
| قرية واكينوساوا قرية أوزاوا | قرية واكينوساوا | قرية واكينوساوا               | قرية واكينوساوا                         | قرية واكينوساوا                       | 14 مارس، 2005 دُمجّت مع مدينة موتسو | موتسو      |
| قرية أوري قرية مينا قرية غامانوساوا قرية نوشي قرية أوايا قرية شيكاريا قرية شيتسوكاري قرية ساروغاموري قرية أودانازاوا قرية شيرانوكا قرية سوناغوماتا قرية تايا | قرية هيغاشيدوري | قرية هيغاشيدوري               | قرية هيغاشيدوري                         | قرية هيغاشيدوري                       | قرية هيغاشيدوري                   | هيغاشيدوري |